# Guitar Heaven: The greatest guitar classics of all time
Guitar Heaven: The Greatest Guitar Classics Of All Time is een studioalbum van Santana. Het verscheen in 2010 en is - zoals de titel al aangeeft - een verzamelalbum met daarop de volgens Carlos Santana mooiste nummers met gitaarsoli, die vrijwel iedereen moet kennen. De stromingen waaruit Carlos Santana de “classics” heeft genomen zijn divers, dus niet iedereen zal ook direct de diverse nummers herkennen.    

## Musici
- Carlos Santana - gitaar
- Dennis Chambers - slagwerk
- Benny Rietveld - basgitaar
- Karl Perazzo - timbales
- Tommy Anthony - slaggitaar
- Freddie Ravel - toetsinstrumenten
- Andy Vargas - achtergrondzang
- Raul Rekow - congas (speelde van 1976 tot 2013 bij Santana)
- Bill Ortiz - trompet
- Jeff Cressman - trombone

met gastmusici, zie de Muziek.

## Muziek
| 1.                 | Whole Lotta Love (met Chris Cornell)                        | 3:51 |
| 2.                 | Can't You Hear Me Knocking (met Scott Weiland)              | 5:38 |
| 3.                 | Sunshine of Your Love (met Rob Thomas)                      | 4:43 |
| 4.                 | While My Guitar Gently Weeps (met India.Arie & Yo-Yo Ma)    | 6:02 |
| 5.                 | Photograph (met Chris Daughtry)                             | 4:04 |
| 6.                 | Back in Black (met Nas & Robyn Troup)                       | 4:20 |
| 7.                 | Riders on the Storm (met Chester Bennington & Ray Manzarek) | 5:23 |
| 8.                 | Smoke on the Water (met Jacoby Shaddix)                     | 5:06 |
| 9.                 | Dance the Night Away (met Patrick Monahan)                  | 3:23 |
| 10.                | Bang a Gong (met Gavin Rossdale)                            | 3:41 |
| 11.                | Little Wing (met Joe Cocker)                                | 4:52 |
| 12.                | I Ain't Superstitious (met Jonny Lang)                      | 3:56 |
| Totale duur: 54:54 |                                                             |      |

| Nr. | Titel                              | Duur |
| --- | ---------------------------------- | ---- |
| 13. | Fortunate Son (met Scott Stapp)    | 3:45 |
| 14. | Under the Bridge (met Andy Vargas) | 5:09 |

## Hitnoteringen
Het album had internationaal succes:
- Australië (10 weken met hoogste positie 5)
- België Vlaams (7 weken/positie 17)
- België Waals (10 weken/positie 7)
- Canada (hoogste positie 3)
- Denemarken (2 weken/positie 27)
- Duitsland (hoogste plaats 10)
- Finland (5 weken/positie 12)
- Frankrijk (11 weken/positie 9)

- Griekenland (4 weken/positie 6)
- Hongarije (hoogste positie 2)
- Ierland (hoogste positie 29)
- Italië (6 welen/positie 3)
- Mexico (11 weken/positie 8)
- Nederland (4 weken/positie 24)
- Nieuw-Zeeland (7 weken/positie 2)
- Noorwegen (8 weken/positie 9)

- Oostenrijk (7 weken/positie 5)
- Polen (hoogste positie 1)
- Portugal (7 weken/positie 3)
- Spanje (8 weken/positie 12)
- Verenigd Koninkrijk (hoogste positie 15)
- Verenigde Staten (hoogste positie 5)
- Zweden (2 weken/positie 17)
- Zwitserland (8 weken/positie 5)

### Album Top 100 Nederland
| Hitnotering: 25-09-2010 t/m 22-10-2010 | Hitnotering: 25-09-2010 t/m 22-10-2010 | Hitnotering: 25-09-2010 t/m 22-10-2010 | Hitnotering: 25-09-2010 t/m 22-10-2010 | Hitnotering: 25-09-2010 t/m 22-10-2010 | Hitnotering: 25-09-2010 t/m 22-10-2010 |
| Week:                                  | 1                                      | 2                                      | 3                                      | 4                                      |                                        |
| -------------------------------------- | -------------------------------------- | -------------------------------------- | -------------------------------------- | -------------------------------------- | -------------------------------------- |
| Positie:                               | 42                                     | 39                                     | 49                                     | uit                                    |                                        |

## Singles
Van het album werden twee singles getrokken, While My Guitar Gently Weeps (origineel van The Beatles en Photograph (origineel van Def Leppard). Deze haalden de hitparades in Nederland niet. When My Guitar haalde wel de Belgische Ultra Top 50 Singles met één week op positie 50.